# メルヘンの丘
メルヘンの丘（メルヘンのおか）は北海道網走郡大空町にある丘。

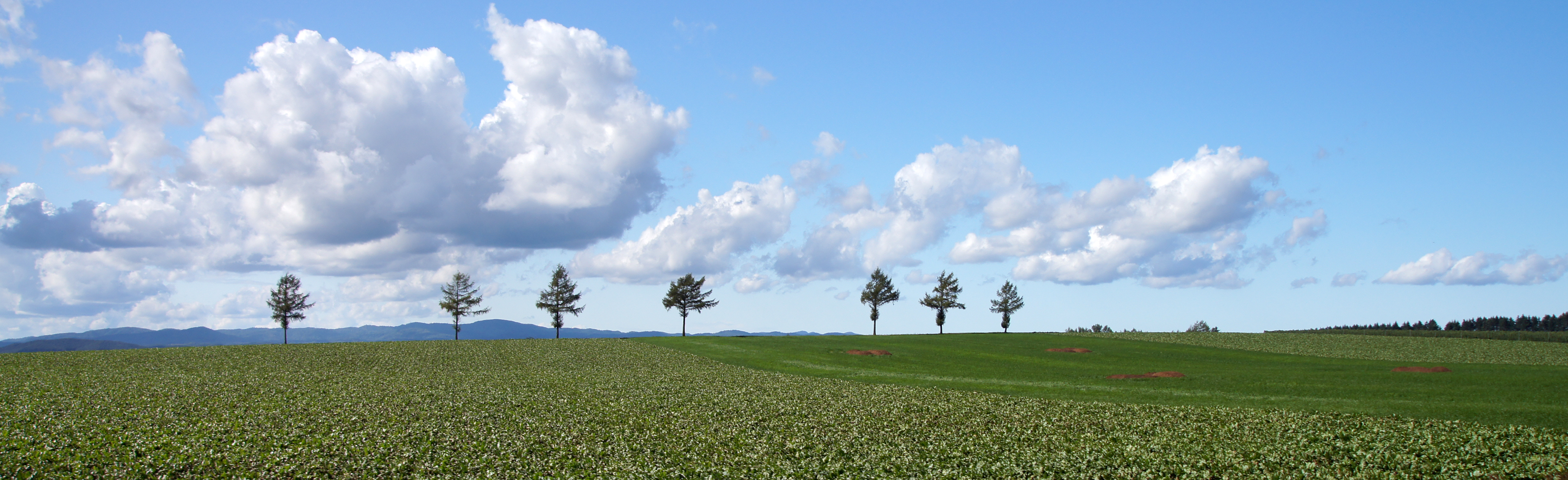
メルヘンの丘

## 概要

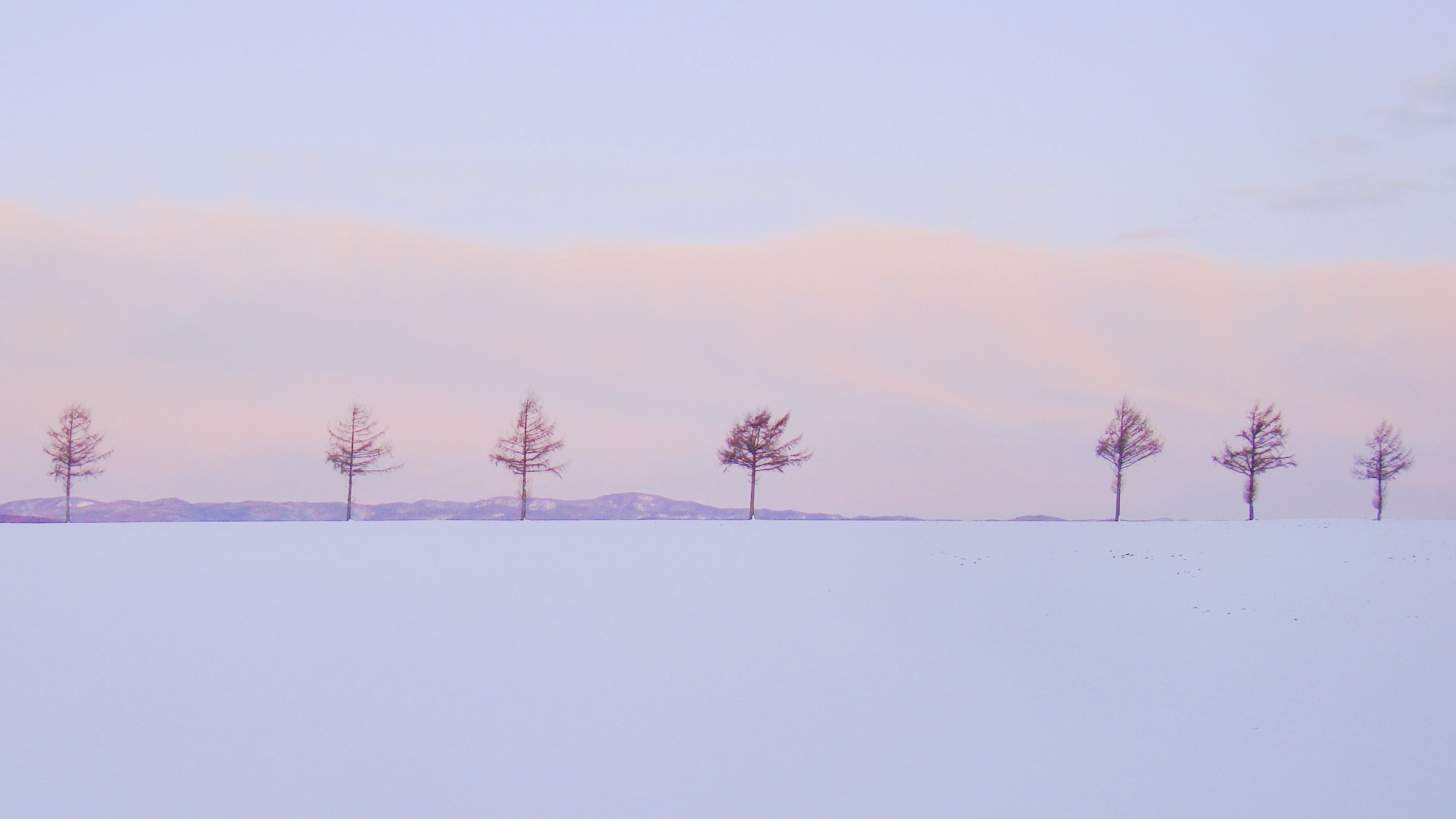
冬の朝

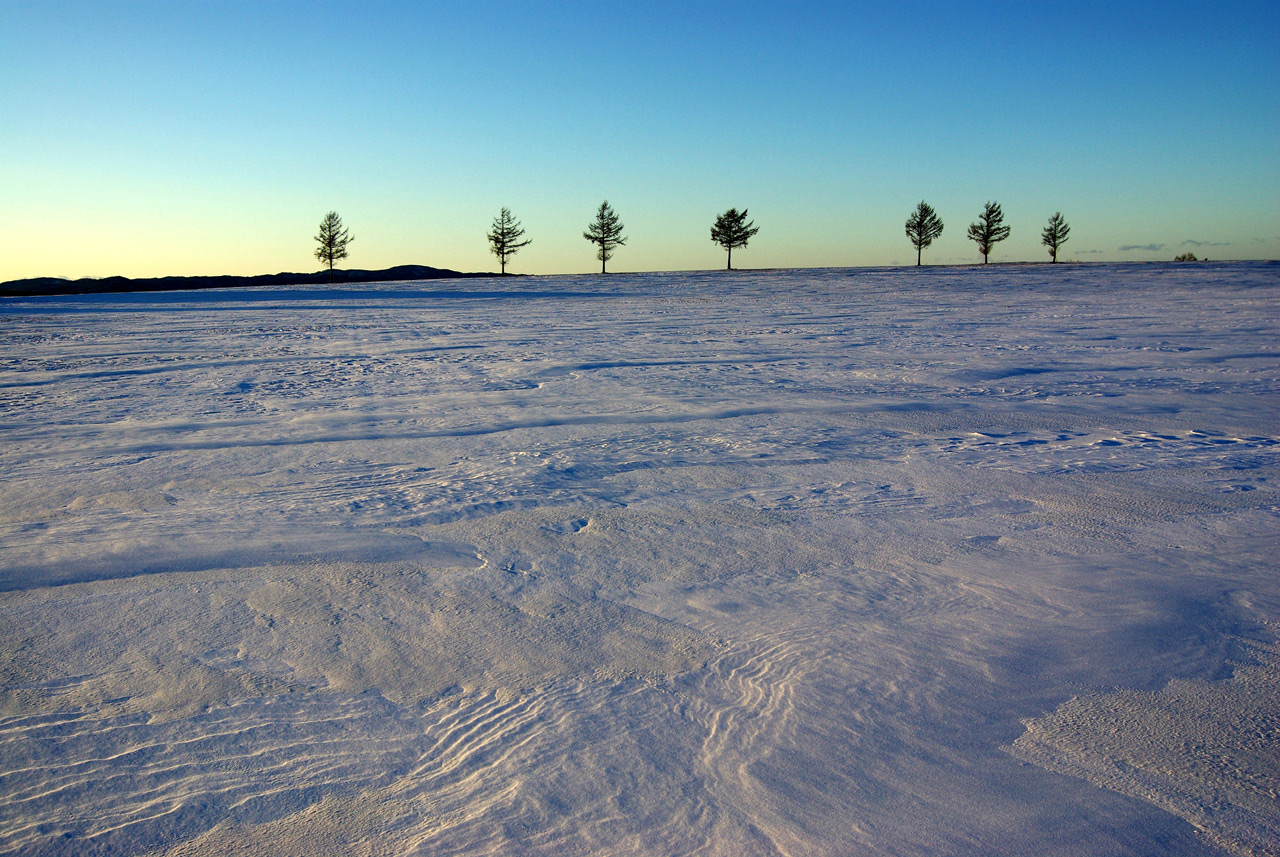
12月末、暮れかかるメルヘンの丘

国道39号からもみえる、緩やかな丘の上に立つ7本のカラマツがランドマークの大規模畑作が行われている丘陵地である。丘の上からは広大な田園風景と網走湖を望むことができる。1990年公開の黒澤明監督の映画「夢」の撮影地となってからは、フォトポイントとして有名になった。

## 所在地
北海道網走郡大空町字昭和

## 交通アクセス
- JR女満別駅 徒歩25分
- 「女満別空港」またはJR女満別駅から徒歩3分の「女満別十字街」バス停から網走バス「網走バスターミナル」行き乗車。「昭和第2」下車、徒歩すぐ
- 国道39号の眺望場所は北海道開発局によりビューポイントパーキング（駐車場）が整備されている。駐車可にカメラを加えたイラストの道路標識が目印。

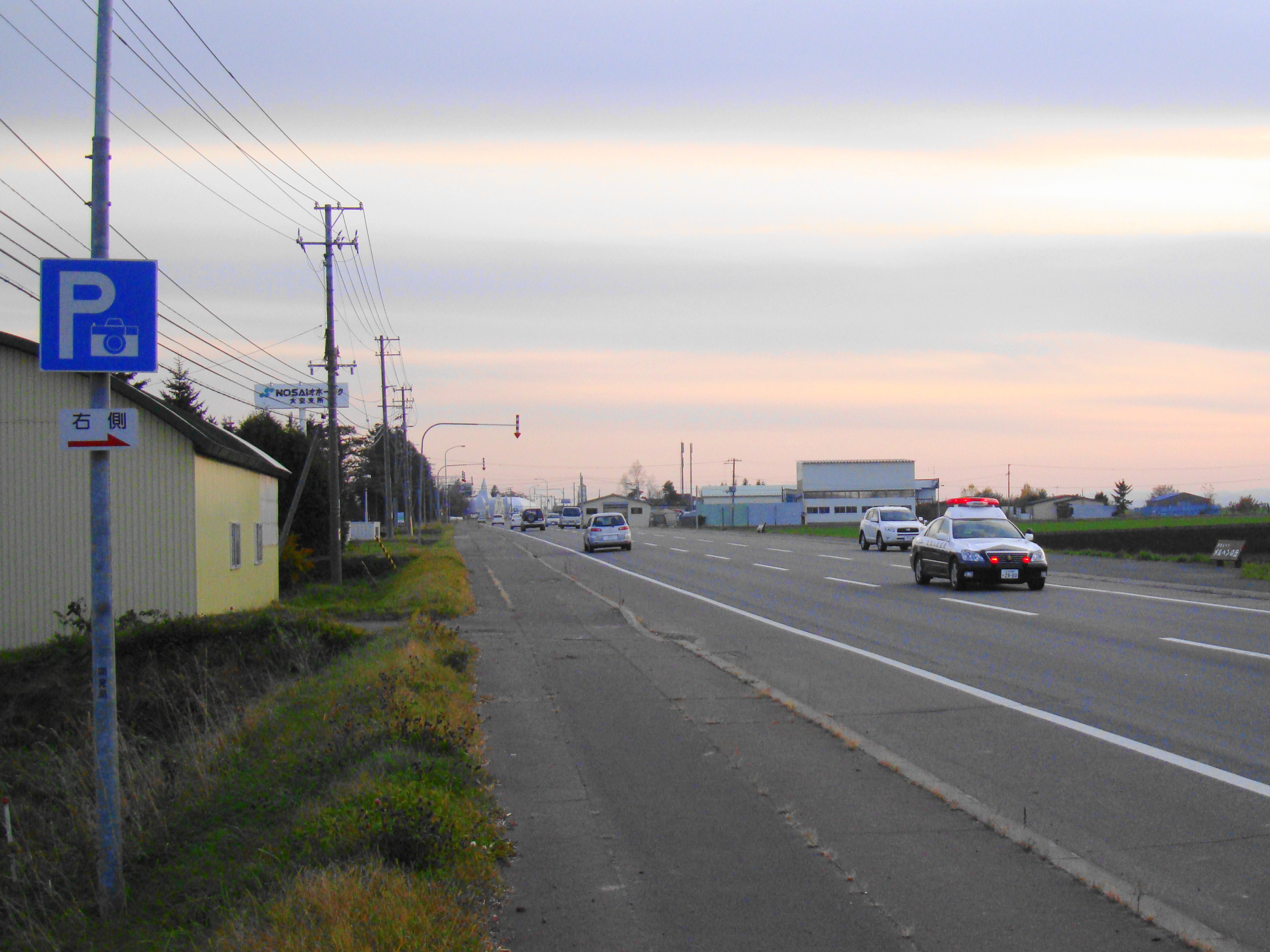
ビューポイントパーキングの道路標識

## 周辺
- 道の駅メルヘンの丘めまんべつ
- メルヘンカルチャーセンター
- 女満別湖畔キャンプ場
- 女満別湿生植物群落
- 朝日ケ丘公園 (大空町)
- 北海道女満別高等学校